# Neopsychoanalyse
Die Neopsychoanalyse (englisch: Neo-Freudianism) ist eine Entwicklung aus der Psychoanalyse Sigmund Freuds, die sich der Individualpsychologie angenähert und somit Konzepte Alfred Adlers integriert hat.

## Geschichte
In den zwanziger Jahren gab ein wachsender Pessimismus über die therapeutische Wirksamkeit der Psychoanalyse Anlass, die psychoanalytische Behandlungsmethode neu zu überdenken. In den USA gaben Kulturvergleiche den Anstoß, die gesellschaftlichen und kulturellen Aspekte bei der Behandlung psychischer Störungen einzubeziehen.
Der aufkommende Nationalsozialismus zwang viele der führenden Psychologen aus Europa in die Emigration. 1926 übernahm Alfred Adler eine Gastprofessur an der Columbia University in New York und führte eine rege Vortragstätigkeit in den USA durch. Beides trug dazu bei, dass die Erkenntnisse seiner Psychologie damals in den USA eine größere Verbreitung fanden als in Europa.
1943 gründeten Frieda Fromm-Reichmann, Erich Fromm, Harry Stack Sullivan, Clara Thompson sowie Janet und David Rioch das William Alanson White Institute of Psychiatry, Psychoanalysis and Psychology in New York. Dies war das erste Institut der „loyalen Opposition“ zum psychoanalytischen Establishment in den USA.

## Vertreter der Neopsychoanalyse
Die meisten Neo-Psychoanalytiker haben folgendes gemeinsam: Das Konzept der Libido und ihrer Phasen wird abgelehnt. Der Ödipuskonflikt kann beibehalten werden, wird aber anders gedeutet. Die Rolle des angeborenen Triebes bekommt eine geringere Bedeutung, weil die Rolle der Umwelt, insbesondere der interpersonalen Beziehungen, einbezogen wird. Die von Freud der Sexualität zugemessene Rolle wird stark eingeschränkt und als ein Ausdrucksmittel für anderes Verhalten betrachtet. Die Therapie wird zwar noch psychoanalytisch genannt, weicht aber weitgehend von freudianischen Normen ab und konzentriert sich mehr auf die Gegenwart als auf die Vergangenheit. Neurosen und Psychosen werden als therapierbar angesehen.
Karen Horney (1885–1952), Psychotherapeutin, bezog Erkenntnisse der Soziologie und Kulturanthropologie ein und wies auf den soziokulturellen Einfluss bei der Entstehung von Neurosen hin.
Frieda Fromm-Reichmann (1889–1957), Psychiaterin und Psychotherapeutin, gilt als Pionierin der analytisch orientierten Psychotherapie (Intensive Psychotherapie) und der Behandlung von Schizophrenie.
Harry Stack Sullivan (1892–1949), Psychiater, begann bereits 1925 mit der Behandlung psychotischer Patienten. Er hob den interpersonalen Bezug und den kulturellen Faktor bei der Persönlichkeitswerdung hervor.
Clara Thompson (1893–1958), Psychotherapeutin und Ärztin, trug als erste Direktorin des William Alanson White Instituts in New York mit unzähligen Publikationen und Vorträgen wesentlich zur Verbreitung der neopsychoanalytischen Bewegung bei.
Erich Fromm (1900–1980), Soziologe und Psychoanalytiker, stellte die Wechselwirkung von Individuum und Gesellschaft in den gesellschaftlich-ökonomischen Rahmen und leitete davon den für jede Gesellschaft typischen Sozialcharakter ab.
Harald Schultz-Hencke (1892–1953), Arzt und Psychotherapeut, beschäftigte sich eingehend mit Fragen wie Antrieb und Hemmung und mit der Therapie von Psychosen sowie der Interpretation von Träumen.

## Psychoanalytiker im näheren und weiteren Umfeld der Neopsychoanalyse
Im Verlauf der Geschichte der klassischen Psychoanalyse ist es zu vielen Abspaltungen und Weiterentwicklungen gekommen. Für alle diese Trennungen lässt sich insgesamt der im Englischen gebräuchliche Begriff Neo-Freudianism (deutsch: Neofreudianer) verwenden. Hierzu zählen auch die Begründer der Individualpsychologie und analytischen Psychologie: Alfred Adler und Carl Gustav Jung.
Die Grenzen zwischen Neofreudianern und Neopsychoanalytikern der zweiten Generation sind für einige Autoren weiter, für andere enger gefasst. Auch die Trennung zwischen Vertretern der Neopsychoanalyse und der Humanistischen Psychologie ist in der Literatur nicht immer eindeutig. Für die einen ist z. B. Erich Fromm ein Neopsychoanalytiker, für die anderen ein humanistischer Psychologe. Eine weiter gefasste Definition des Begriffs Neopsychoanalyse von Hellmuth Benesch lautet: „Unter dem Begriff Neo-Psychoanalyse werden nicht die großen Dissidenten Adler und Jung, die eigene Schulen gründeten, sondern alle jene die Freud ‚weiterentwickelten‘“ verstanden. Benesch unterteilt in der Folge in fünf Gruppen von Neopsychoanalytikern: 1. kreative Nachfolger Freuds, 2. Neo-Analytiker, 3. Ich-Analytiker, 4. Ausweiter des psychoanalytischen Konzeptes, 5. Selektierer. Benesch bezeichnet daher auch einige Psychoanalytiker der zweiten  Generation als Neopsychoanalytiker, die zumeist nicht als Neopsychoanalytiker gelten. Diese sind:
Otto Rank (1884–1939), Psychoanalytiker, stellte die Bedeutung des Kindheitstraumas anstelle des Ödipuskomplexes in den Mittelpunkt seiner Lehre. Für ihn steht die Gegenwartsbeziehung Arzt ↔ Patient im Fokus, nicht die Vergangenheit des Patienten. Seine Gedanken beeinflussten sowohl die Entstehung der klientzentrierten Psychotherapie (Carl Rogers) als auch das Werden der Gestalttherapie (Fritz Perls).
Wilhelm Reich (1897–1957), Psychoanalytiker und Begründer der Körperpsychotherapie, versuchte, psychischen und psychosomatischen Krankheitssymptomen mittels körperlicher Interventionen beizukommen. In seinem weithin abgelehnten Spätwerk postulierte er eine „primordiale“ Energie Orgon, die den Lebensvorgängen zugrunde liege und mittels „Orgonakkumulatoren“ für Therapiezwecke verwendbar sei.
Erik H. Erikson (1902–1994), Psychologe und Psychoanalytiker, widmete sich besonders der Kinderpsychologie und verfasste das Stufenmodell der psychosozialen Entwicklung.